# Jo Kennedy
Jo Kennedy (ur. 5 sierpnia 1962 w Melbourne) – australijska aktorka filmowa i telewizyjna. Laureatka Srebrnego Niedżwiedzia dla najlepszej aktorki na 35. MFF w Berlinie za rolę w filmie Wrong World (1985) Iana Pringle.